# Sinzing
Sinzing település Németországban, azon belül Bajorországban. Lakosainak száma 7569 fő (2023. december 31.).

## Népesség
A település népessége az elmúlt években az alábbi módon változott:
| Lakosok száma | 4192 | 4630 | 6747 | 6790 | 6751 | 6922 | 7302 | 7390 | 7576 | 7569 |
|               | 1970 | 1975 | 2011 | 2012 | 2014 | 2015 | 2017 | 2019 | 2022 | 2023 |